# Infinity (jeu vidéo)
Pour les articles homonymes, voir Infinity.
Infinity est un jeu en ligne massivement multijoueur (MMORPG de simulation spatiale. Ce jeu vidéo, à venir, est à l'origine destiné à être le premier jeu construit sur le moteur I-Novae par I-Novae Studios. Alors que le moteur I-Novae a été en développement depuis 2004 (en tant que projet personnel jusqu'en 2010), le développement d'Infinity n'a jamais commencé.
Dans Infinity, le joueur contrôle un vaisseau spatial et se déplace à travers une galaxie en essayant de se faire un nom. Les joueurs seront en mesure de se connecter à un serveur en ligne sur laquelle un grand nombre d'autres personnes jouent dans un monde persistant,.
Un combat prototype pré-alpha a été lancé en 2006 et une vidéo de démonstration de la technologie est sorti en 2010. En 2013, l'équipe de développement a annoncé le report du MMO Infinity et un nouveau plan pour financer Infinity : Battlescape, un jeu de combat spatial, par le biais de Kickstarter.

## Synopsis
Le scénario d'Infinity se base sur l'origine des descendants humains de la planète Terre, qui ont depuis longtemps perdu la connaissance de l'existence de la Terre, et qui habitent près d'une étoile nommée Delta, sur la planète Geodesa sous le règne du gouvernement Deltan.
Les scientifiques prédisent l'effondrement de l'étoile d'ici moins de 500 ans. Le gouvernement Deltan construit un vaisseau d'évacuation massive appelée l'Arche Starship qui peut contenir quelques millions d'occupants sur des milliards qui sont sur Geodesa. Comme le navire Ark est rempli et quitte Delta à la recherche d'une nouvelle maison, le reste du gouvernement Deltan appelle à l'évacuation de l'ensemble du système d'étoiles Delta.
Seuls quelques millions de personnes parviennent à s'échapper avant l'effondrement de l'étoile. Des réformes gouvernementales Deltan sur des étoiles habitables proches conduisent de plus en plus vers une civilisation interstellaire connue sous le nom de la Fédération Deltan.
Des centaines d'années plus tard, l'Arche Starship colonise une étoile à plusieurs milliers d'années-lumière de l'étoile Delta effondrée formant la culture Centaure. Des milliers d'années plus tard, Centaure rétablit le contact avec la Fédération Deltan. Des siècles plus tard, des colonies lointaines Deltan forment le Star Fold Confederacy, une union politico-économique contre la volonté de la Fédération Deltan. La Fédération Deltan déclare la guerre à Star Fold Confederacy. La Fédération Deltan ferme la porte hyper-spatiale interstellaire utilisée pour voyager à grande vitesse entre Deltan et le territoire de Star Fold. La guerre dure depuis des décennies dans une impasse apparente et finit par Centaure agissant en tant que négociateur de paix. Mille ans plus tard, pratiquement tous les humains développent un dysfonctionnement génétique qui provoque l'infertilité. Tous les gouvernements interstellaires se blâment mutuellement et surtout Centaure en raison de leur programme de manipulation génétique Biogen. Une guerre froide s'installe. Un fichier de données est reçu d'une source anonyme qui pointe qu'un remède peut être trouvé sur la Terre. Dès cette chronologie, les joueurs du jeu agissent en tant que protagonistes avec la découverte de la Terre comme leur objectif principal. I-Novae Studios a noté que la découverte de la Terre mettrait fin à la phase beta pour le jeu, ce qui correspond au sous-titre The Quest for Earth.

## Système de jeu
Le gameplay est inspiré dès 1984 par le jeu de simulation Elite par David Braben et Ian Bell. Comme Elite, le joueur se déplace dans toute la vaste galaxie pour combattre, pour pratiquer le commerce, s'adonner à l'exploration spatiale et de développer leur personnage grâce à des missions, des primes, etc.
Cependant, ce sont tous les deux des jeux différents avec des caractéristiques résultant d'un gameplay différent. Infinity ne se concentre pas sur le combat autant qu'Elite. Le combat et le vol dans Infinity est basé sur le mouvement convulsif (au moins pour les petits vaisseaux) et pas du tout semblable au mouvement basé pointer-cliquer et au combat dans de nombreux autres jeux en ligne massivement multijoueurs dont la scène se passe dans l'espace. Au lieu de cela, le jeu est ouvert, et le joueur peut s'engager soit dans des styles agressifs ou pacifiques de jeu. En outre, à la différence d'Elite, le joueur peut atterrir sur des planètes et voir leurs paysages comme dans les suites d'Elite de Frontier Developments : Elite II , Frontier : First Encounters (Elite 3) et surtout Elite Dangerous : Horizons.

## Planètes et systèmes
Comme Elite , Infinity offrira un grand nombre de systèmes et planètes. L'univers sera composé d'environ 200 milliards de systèmes stellaires (Elite Dangerous en a le double), chacun avec un assortiment de planètes, des lunes et des corps plus petits en plus d'autres types célestes tels que les nébuleuses et trou noir.
La génération procédurale est utilisé pour créer ce vaste univers à la volée dans lequel le joueur se déplace dans toute la galaxie. Cela ne signifie pas que chaque joueur va générer un univers aléatoire pour explorer de leur propre chef, mais plutôt que le client de chaque joueur va générer un univers identique à ceux des autres, ce qui crée un effet similaire à la conception non-procédurale des jeux en ligne massivement multijoueurs les plus classiques. En outre, le moteur I-Novae a la capacité d'ajuster automatiquement le niveau planétaire de détail afin que le joueur puisse parfaitement passer de l'orbite jusqu'au niveau du sol sans écrans de chargement. Contrairement à de nombreux espaces en fonction des jeux informatiques, des échelles et des distances réalistes sont maintenues, et les corps planétaires se déplacent de façon réaliste autour de leurs étoiles.

## Prototype de combat
Le prototype de combat d'Infinity est un jeu autonome qui a été publié en mai 2006 et amélioré jusqu'en juillet 2007 en tant que moyen de tester certains composants d'Infinity avant qu'il ne soit terminé. C'est un programme distinct du moteur, et en tant que tel , il ne représente pas ce que l'on trouve dans Infinity. Son but était de tester le moteur graphique, le moteur physique, et le moteur de mise en réseau, et d'expérimenter avec ses contrôles la mécanique de combat et d'équilibre, pour mesurer la performance, et pour améliorer la stabilité et corriger les bugs. Le prototype de combat ne comporte aucune forme d'atterrissage planétaire, et seulement 10 vaisseaux sont à la disposition des joueurs. Le gameplay est l'arène (équipe contre équipe) sur la base, par opposition à Infinity ouvert orienté bac à sable comme style de jeu.

## Infinity: Battlescape
En 2013, les développeurs du jeu ont annoncé qu'ils tenteront de lever des fonds sur Kickstarter pour un jeu de combat multijoueur Infinity : Battlescape à un moment donné en 2014. Le blog de développement décrit le jeu comme un jeu de tir en arène dans l'espace. Cependant, en raison des capacités du moteur I-Novae, cette «arène» prendra la forme d'un système solaire réaliste à l'échelle. Sur un niveau de base, il est prévu de mettre l'accent sur le combat dans l'univers d'Infinity.
Le 21 octobre, 2015, le Kickstarter de Infinity : Battlescape a été lancé. La campagne a réussi et a levé un total de 332 620 dollars américains. Le développeur principal Keith Newton a annoncé lors une mise à jour après la campagne réussie qu'il avait commencé à travailler à plein temps sur le projet.

## Développement
À la fin d'août 2004, sur le site de développement de jeux vidéo GameDev.net, Flavien Brebion, sous le nom d'utilisateur Ysaneya, a créé un journal décrivant les progrès réalisés dans le développement du moteur de jeu d'Infinity, à ne pas confondre avec Infinity le moteur de jeu de BioWare.
En mai 2006, Flavien a publié le gratuiciel du prototype de combat d'Infinity.
En 2010, le programmeur du moteur de Epic Games Keith Newton a quitté Epic pour former I-Novae Studios avec Flavien Brebion avec l'objectif initial de créer le moteur commercial appelé I-Novae, dont le produit a pour but de financer le développement du jeu. I-Novae Studios n'a pas réussi à attirer les titulaires de licence pour le moteur et ainsi en avril 2013 a annoncé que le plan pour Infinity: The Quest For Earth a été mis en attente et à la place, un jeu avec une portée réduite Infinity : Battlescape qui serait financé par Kickstarter, tout en notant que le développement du moteur de jeu signifiait un progrès vers le MMORPG.
Il est important de noter que le développement d'Infinity (sous-titré The Quest for Earth) n'a jamais commencé. Jusqu'à Battlescape, tous les efforts de développement était purement sur le développement du moteur I-Novae.
Les principales caractéristiques du moteur I-Novae sont la création du terrain de planète (réel à grande échelle), les systèmes d'étoiles et des galaxies à l'aide de la génération procédurale. Alors qu'il serait possible de créer d'autres éléments du jeu en utilisant la même méthode, les développeurs ont choisi de ne pas faire de façon que la qualité de ces actifs soit insatisfaisante. Ces actifs comprennent les modèles 3D des vaisseaux et des structures, des textures, et de la musique. Le reste de l'équipe de développement est utilisé dans la production de ces actifs.
Au début août 2016, des mises à jour d'Infinity Battlescape corrigent des bugs et le jeu poursuit son développement.